# Ванди, Санте
Санте Ванди (итал. Sante Vandi; 1653 года, Болонья — 1716 года, там же) — итальянский живописец-портретист болонской школы; ученик Чиньяни; за превосходство в портретной живописи был прозван Santino di Ritratti.
Лучшие его портреты написаны в малом размере для табакерок и колец.
Долго находился при герцоге Тосканском Фердинанде, потом при герцоге Мантуанском Фердинанде, а после его смерти возвратился в Болонью, но пробыл там недолго: его беспрестанно вызывали в разные города. У него не времени на собственную школу и учеников, поэтому Креспи написал, что искусство Ванди писать портреты сильно и так натурально исчезло с его смертью. Ванди умер в Лорето в 1716 году.